# Großsteingräber bei Suckow
Die Großsteingräber bei Suckow waren vermutlich zwei megalithische Grabanlagen der jungsteinzeitlichen Trichterbecherkultur bei Suckow, einem Ortsteil von Rankwitz auf der Insel Usedom im Landkreis Vorpommern-Greifswald (Mecklenburg-Vorpommern). Von ihnen existiert heute nur noch eines. Das zweite Grab wurde im 19. Jahrhundert zerstört, zuvor aber noch archäologisch untersucht.

## Lage
Nach einem Bericht des Predigers Strecker aus Morgenitz von 1831 gab es nördlich von Suckow ursprünglich zwei Großsteingräber, die etwa 200 Schritt (ca. 150 m) voneinander entfernt am nördlichen und südlichen Hang zweier Anhöhen lagen, die ein Moor begrenzten.

## Beschreibung

### Grab 1
Nach Strecker besaß das Grab ursprünglich eine ovale steinerne Umfassung und eine nord-südlich orientierte Grabkammer. Die gesamte Anlage hatte eine Länge von 36 Fuß (ca. 12 m) und eine Breite von 10 Fuß (ca. 3 m). Über die Grabkammer schrieb er liediglich, dass am nördlichen Ende an zwei Stellen auf Unterlagen große Steinblöcke lagen.
Heute ist nur noch ein Erdhügel mit wenigen mittelgroßen Steinen erkennbar. Es ist nicht ganz klar, ob die erhaltene Anlage mit der von Strecker beschriebenen wirklich identisch ist. Sie wird auf der Informationstafel ohne nähere Angaben als vorgeschichtlicher Grabhügel und nicht als Großsteingrab beschrieben. Ewald Schuldt identifizierte 1972 allerdings die erhaltene Anlage eindeutig mit der von Strecker beschriebenen. Strecker erwähnt allerdings in seinem Bericht mit keinem Wort die markante, mehrere hundert Jahre alte Suckower Eiche, die direkt auf dem Hügel wächst.

### Grab 2
Das zweite Grab war etwas kleiner als das erste. 1825 wurden die Steine der Umfassung entfernt und das Grab dabei unter Anwesenheit des Predigers Strecker untersucht. Von der Grabkammer war oberflächlich nur ein Stein erkennbar. Nach ihrer Freilegung zeigte sich, dass sie ost-westlich orientiert war und eine Länge von 10 Fuß (ca. 3 m), eine Breite von 6 Fuß (ca. 1,8 m) und eine Höhe von 3 Fuß (ca. 0,9 m) hatte. Der Boden war mit Feuerstein-Splitt gepflastert. Stellenweise lag darauf eine Schicht rötlicher Erde. Darüber war die Kammer mit Sand verfüllt.
Von den Bestattungen waren noch einige Knochenreste erhalten, darunter ein Stück eines Schädels. An Grabbeigaben wurden Keramikscherben sowie Feuerstein-Klingen, ein glattes Feuerstein-Beil und „mehrere kleine scharfe Feuersteine“ (Abschläge? Pfeilspitzen?). Das Beil gelangte in Privatbesitz, sein Verbleib ist unbekannt.